# 伊丽莎·奥尔特-康奈尔
伊丽莎·奥尔特-康奈尔（英語：Eliza Ault-Connell，1981年9月19日—），澳大利亚女子田径运动员。她曾代表澳大利亚参加2002年、2006年和2018年英联邦运动会田径比赛，获得二枚银牌和一枚铜牌。她也曾参加2004年和2020年夏季残奥会。